# Noor Muhammad
Pour les articles homonymes, voir Muhammad (homonymie).
Noor Muhammad (15 avril 1951 – 12 avril 2004) est un mathématicien pakistanais qui a apporté des contributions originales aux champs de la C*-algèbre, la topologie symétrique, les algèbres topologiques et les mathématiques pures. Il a été président du département de mathématiques de l'Université Quaid-i-Azam, de 2000 jusqu'en 2002.

## Biographie

### Enfance et formation
Muhammad est né à Abbottabad, dans le district d'Haripur où il a terminé ses études secondaires. En 1971, Muhammad a obtenu son baccalauréat en sciences mathématiques à l'Université de Peshawar, suivi de sa maîtrise universitaire ès sciences en mathématiques en 1973, à l'Université Quaid-i-Azam. Avec une bourse octroyée par l'université Quaid-i-Azam, Muhammad a voyagé en Union Soviétique en 1979, et il complète sa thèse en 1983 sous la direction du mathématicien russe Grigori Barenblatt à l'Université d'État de Moscou. Sa thèse de doctorat couvre l'analyse fonctionnelle, à savoir les C*-algèbres. Il a enseigné les mathématiques à l'Université d'État de Moscou jusqu'en 1984 et a ensuite part à Trieste, en Italie la même année.

### Centre international de physique théorique
Noor Muhammad rejoint le Centre international de physique théorique à la demande de l'éminent physicien théoricien et lauréat du prix Nobel de Physique Abdus Salam. En tant que chercheur postdoctoral, il a également travaillé sur les algèbres topologiques P-commutatives. De 1990 à 1995, il est devenu mathématicien associé au CIPT. Noor Muhammad a publié plus de 30 articles dans des revues internationales à comité de lecture au cours de sa carrière.

### Carrière universitaire en mathématiques
Il retourne à contrecœur au Pakistan où il rejoint l'université Quaid-i-Azam et devient président du département de mathématiques. Il a produit un certain nombre d'articles de recherche sur les opérateurs pseudo-différentiels elliptiques sur des C*-algèbres pour des variétés compactes. Il a également publié des articles sur divers sujets en théorie de l'approximation, sur la dérivation sur les algèbres topologiques et sur les multiplicateurs d'algèbre topologique.
En mathématiques, l'analyse fonctionnelle dépend fortement de la topologie, en particulier la branche de l'analyse fonctionnelle dans laquelle Noor Muhammad s'est spécialisé. Ses notes de conférences sur un premier cours d'analyse fonctionnelle, dont une copie est toujours disponible, ont des bases topologiques. Il a été un proche collaborateur et le collège du Dr Qaiser Mushtaq (en), et avait des relations cordiales avec lui. En 2000, Noor Muhammad a commencé à écrire un manuel sur la topologie de niveau secondaire, cependant, après sa mort, le livre est resté inachevé.

### Décès
En 2003, Noor Muhammad, est diagnostiqué d'avoir une maladie cardiaque. Peu de temps après, il a subi une chirurgie cardiaque, dont il a à peine survécu. Après un semestre de répit, il reprend ses conférences et assiste régulièrement aux réunions. Il est mort le 12 avril 2004 à Islamabad.

## Prix et distinctions
Il a reçu la médaille d'or de la Société mathématique du Pakistan (Pakistan Mathematician Society).

## Publications

### Ouvrages
- Symmetric Topological Algebras and Applications par Noor Muhammad et Maria Fragoulopoulou.
- The Topological Algebra and Mathematics, par Noor Muhammad (inachevé)

### Documents de recherche
- « An explicit projection method for a system of nonlinear variational inequalities with different (γ,r)-cocoercive mappings ».
- avec L. A. Khan et A. B. Thaheem : « Double multipliers on topological algebras », International Journal of Mathematics and Mathematical Sciences. Volume 22 (1999), Issue 3, Pages 629–636.
- avec A. B. Thaheem : « A note on one-parameter groups of automorphisms », International Journal of Mathematics and Mathematical Sciences.
- avec A. B. Thaheem : « Best approximations in topological vector spaces », 1987